# Skate Canada 2005
Navigation
Édition précédente Édition suivante
Le Skate Canada (ou Internationaux Patinage Canada) est une compétition internationale de patinage artistique qui se déroule au Canada au cours de l'automne. Il accueille des patineurs amateurs de niveau senior dans quatre catégories: simple messieurs, simple dames, couple artistique et danse sur glace.
Le trente-deuxième Skate Canada est organisé du 27 au 30 octobre 2005 au Mile One Centre de Saint-Jean de Terre-Neuve dans la province de Terre-Neuve-et-Labrador. Il est la deuxième compétition du Grand Prix ISU senior de la saison 2005/2006.

## Résultats

### Messieurs
| Rang | Nom            | Pays       | Points | Programme court | Programme court | Programme libre | Programme libre |
| ---- | -------------- | ---------- | ------ | --------------- | --------------- | --------------- | --------------- |
| 1    | Emanuel Sandhu | Canada     | 201.85 | 6               | 62.15           | 1               | 139.70          |
| 2    | Jeffrey Buttle | Canada     | 201.19 | 1               | 74.53           | 3               | 126.66          |
| 3    | Nobunari Oda   | Japon      | 193.08 | 7               | 59.84           | 2               | 133.24          |
| 4    | Takeshi Honda  | Japon      | 191.80 | 3               | 67.92           | 4               | 123.88          |
| 5    | Matthew Savoie | États-Unis | 181.73 | 4               | 64.37           | 6               | 117.36          |
| 6    | Shawn Sawyer   | Canada     | 180.76 | 5               | 63.34           | 5               | 117.42          |
| 7    | Johnny Weir    | États-Unis | 177.59 | 2               | 70.25           | 8               | 107.34          |
| 8    | Zhang Min      | Chine      | 161.11 | 8               | 55.21           | 9               | 105.90          |
| 9    | Andrei Griazev | Russie     | 153.95 | 9               | 51.99           | 10              | 101.96          |
| 10   | Karel Zelenka  | Italie     | 153.25 | 10              | 45.43           | 7               | 107.82          |
| 11   | Jamal Othman   | Suisse     | 131.64 | 11              | 43.38           | 11              | 88.26           |

### Dames
| Rang | Nom              | Pays       | Points | Programme court | Programme court | Programme libre | Programme libre |
| ---- | ---------------- | ---------- | ------ | --------------- | --------------- | --------------- | --------------- |
| 1    | Alissa Czisny    | États-Unis | 168.32 | 1               | 58.54           | 1               | 109.78          |
| 2    | Joannie Rochette | Canada     | 158.30 | 3               | 50.68           | 2               | 107.62          |
| 3    | Yukari Nakano    | Japon      | 149.54 | 4               | 49.84           | 3               | 99.70           |
| 4    | Liu Yan          | Chine      | 142.58 | 7               | 47.46           | 4               | 95.12           |
| 5    | Sarah Meier      | Suisse     | 141.78 | 6               | 47.80           | 5               | 93.98           |
| 6    | Mira Leung       | Canada     | 134.30 | 8               | 44.94           | 7               | 89.36           |
| 7    | Carolina Kostner | Italie     | 132.64 | 5               | 49.46           | 8               | 83.18           |
| 8    | Fumie Suguri     | Japon      | 132.00 | 2               | 52.12           | 9               | 79.88           |
| 9    | Lesley Hawker    | Canada     | 127.80 | 10              | 38.36           | 6               | 89.44           |
| 10   | Joanne Carter    | Australie  | 116.70 | 9               | 43.04           | 10              | 73.66           |

### Couples
| Rang | Nom                                      | Pays       | Points | Programme court | Programme court | Programme libre | Programme libre |
| ---- | ---------------------------------------- | ---------- | ------ | --------------- | --------------- | --------------- | --------------- |
| 1    | Aljona Savchenko / Robin Szolkowy        | Allemagne  | 175.60 | 1               | 60.54           | 1               | 115.06          |
| 2    | Maria Petrova / Aleksey Tikhonov         | Russie     | 174.14 | 2               | 60.10           | 2               | 114.04          |
| 3    | Valérie Marcoux / Craig Buntin           | Canada     | 158.90 | 3               | 53.40           | 3               | 105.50          |
| 4    | Anabelle Langlois / Cody Hay             | Canada     | 142.76 | 4               | 51.68           | 5               | 91.08           |
| 5    | Viktoria Borzenkova / Andrei Chuvilaev   | Russie     | 141.52 | 5               | 49.70           | 4               | 91.82           |
| 6    | Utako Wakamatsu / Jean-Sébastien Fecteau | Canada     | 140.14 | 6               | 49.34           | 6               | 90.80           |
| 7    | Maria Mukhortova / Maksim Trankov        | Russie     | 136.12 | 7               | 45.56           | 7               | 90.56           |
| 8    | Amanda Evora / Mark Ladwig               | États-Unis | 124.04 | 8               | 39.02           | 8               | 85.02           |

### Danse sur glace
| Rang | Nom                                    | Pays        | Points | Danse imposée | Danse imposée | Danse originale | Danse originale | Danse libre | Danse libre |
| ---- | -------------------------------------- | ----------- | ------ | ------------- | ------------- | --------------- | --------------- | ----------- | ----------- |
| 1    | Marie-France Dubreuil / Patrice Lauzon | Canada      | 179.60 | 1             | 33.24         | 2               | 53.87           | 1           | 92.49       |
| 2    | Olena Hrushyna / Ruslan Honcharov      | Ukraine     | 170.50 | 2             | 31.76         | 1               | 55.68           | 3           | 83.06       |
| 3    | Melissa Gregory / Denis Petukhov       | États-Unis  | 164.12 | 3             | 31.31         | 3               | 47.19           | 2           | 85.62       |
| 4    | Kristin Fraser / Igor Lukanin          | Azerbaïdjan | 155.22 | 4             | 28.16         | 5               | 45.82           | 4           | 81.24       |
| 5    | Elena Romanovskaya / Alexander Grachev | Russie      | 150.94 | 6             | 26.36         | 4               | 46.04           | 5           | 78.54       |
| 6    | Chantal Lefebvre / Arseni Markov       | Canada      | 143.90 | 5             | 27.18         | 7               | 43.27           | 6           | 73.45       |
| 7    | Sinead Kerr / John Kerr                | Royaume-Uni | 142.72 | 7             | 25.47         | 6               | 45.16           | 7           | 72.09       |
| 8    | Mylène Girard / Bradley Yaeger         | Canada      | 133.12 | 8             | 24.49         | 9               | 37.02           | 8           | 71.61       |
| 9    | Alessia Aureli / Andrea Vaturi         | Italie      | 127.64 | 9             | 22.93         | 8               | 38.10           | 9           | 66.61       |

## Sources
- Résultats du Skate Canada 2005 sur le site de l'ISU
- Patinage Magazine N°100 (Hiver 2005/2006)